# 乔治·哈维
乔治·哈维（英語：George Harvey，1878年1月9日—1960年10月6日），南非男子射击运动员。他曾代表南非参加1912年和1920年夏季奥林匹克运动会射击比赛，其中1920年奥运会获得一枚银牌。